# 木头 (作者)
木头，昵称MTJJ（亦称木头姐姐），本名章平，中国大陆独立动画男制作人、导演，北京寒木春华动画技术有限公司创立人。代表作《罗小黑战记》《万圣街》《灵魂之旅》。

## 生平
- 木头在高中时因为比较呆，被同学起了个外号叫木头，于是取了个叫做“木头”的网名，但是因为木头这个名字的重复率比较高，就加了个“JJ”。[2]
- 木头原来学的是艺术设计，后来进入了动画公司，于是走上了动画制作这条不归路。[3]
- 木头曾经收养过一只叫做“小黑”的流浪猫，后来诞生了《罗小黑战记》这部动画。[4]
- 2011年3月17日，木头及其工作室制作的Flash动画片《罗小黑战记》出品。[5]
- 2019年9月7日，木头及其工作室打造的电影《罗小黑战记》在全国院线上映。[6]
- 2020年4月1日，木头导演的动画《万圣街（日语；英语）》在腾讯视频上线。[7]

## 导演作品
| 年份       | 名称            | 类型     |
| ---------- | --------------- | -------- |
| 2011年至今 | 《罗小黑战记》  | 动画剧集 |
| 2019年     | 《罗小黑战记》  | 动画电影 |
| 2020年至今 | 《万圣街》      | 动画剧集 |
| 2025年     | 《罗小黑战记2》 | 动画电影 |

## 争议

### 弃养罗小黑原型
木头在2019年接受自媒体“ONE文艺生活”采访时称，罗小黑的原型是其捡到的一只流浪猫，在饲养半年左右之后因为“无法驯化”而再度抛弃于野外。在此之后木头为了纪念它而创作了《罗小黑战记》。此言论引发网友的争议，有部分认为这违背电影作品的主旨，也有部分认为流浪猫放归自然无可厚非，部分网友会抵制其续作电影。